# Термез
Терме́з (узб. Termiz / Термиз от перс. ترمذ‎ [Tarmiδ] > бактр. Ταρμιδδιγο > др.-иран. *tara-maiθa- ‘место перехода’) — самый южный город Узбекистана, административный центр и крупнейший город Сурхандарьинской области.
Является одним из древнейших городов Средней Азии и Узбекистана — ему более 2500 лет. В 2014 году Термез был награждён орденом Амира Темура.
В Термезе и его окрестностях сохранились ряд древнейших археологических и архитектурных памятников, руины древних зороастрийских, несторианских и буддистских крепостей и городищ, а также памятники исламской архитектуры.

## История

### Древность и раннее Средневековье

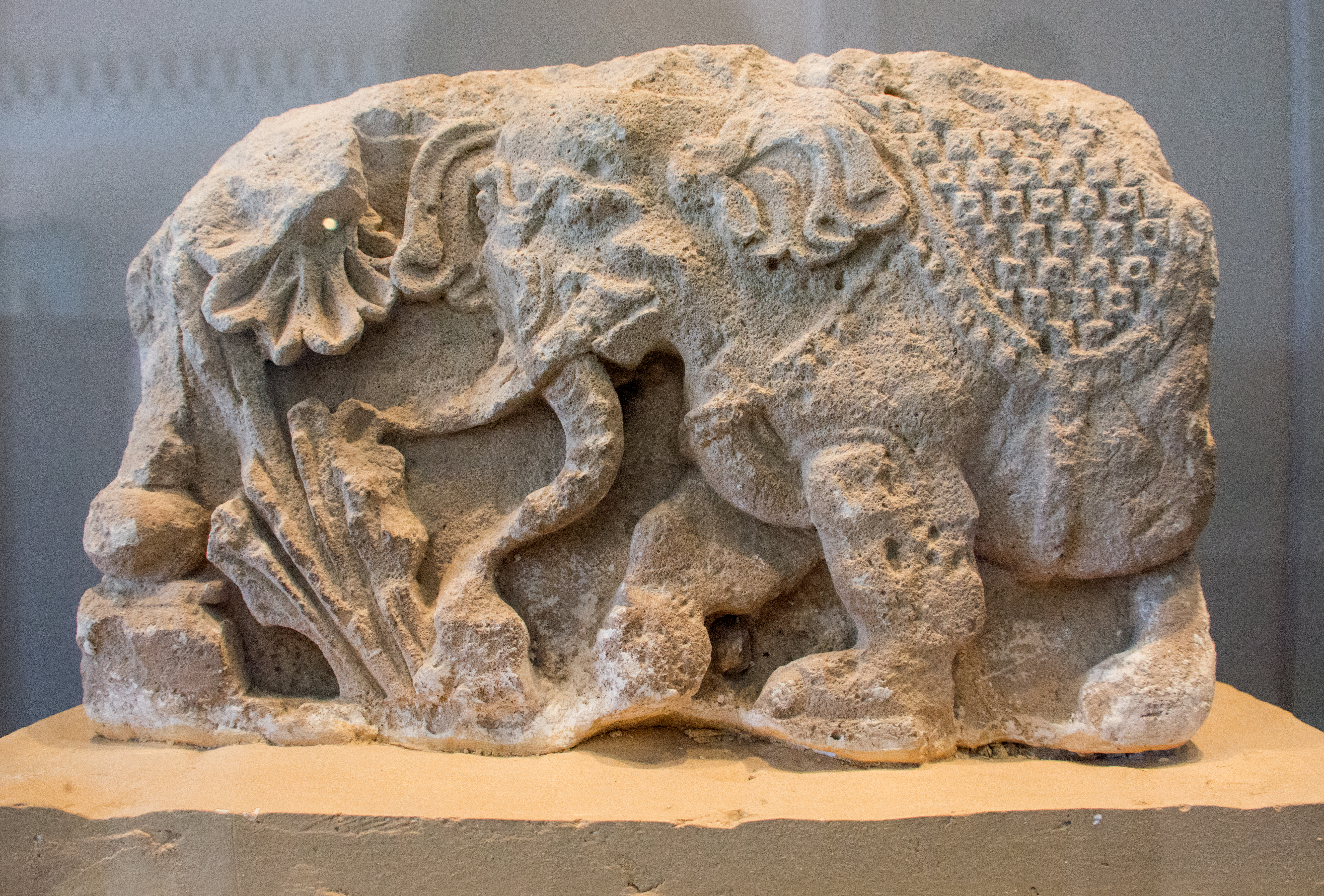
Слон среди цветов лотоса, Старый Термез, II–III вв. н. э.

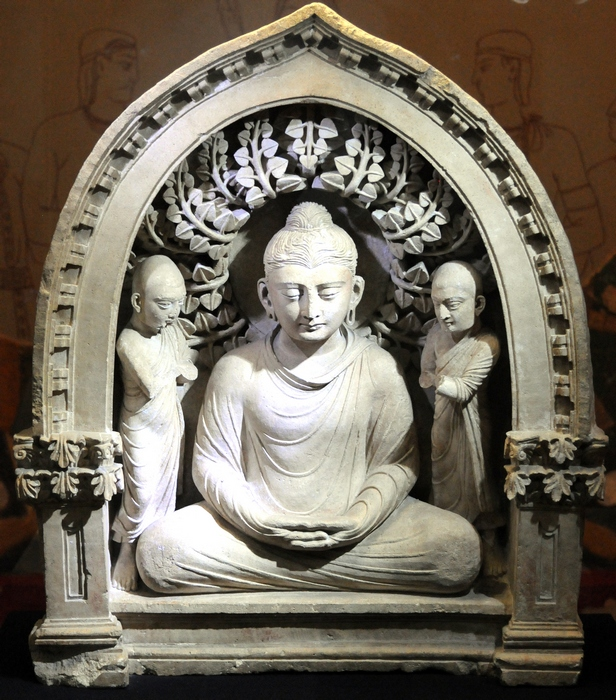
Будда с монахами из Фаязтепа

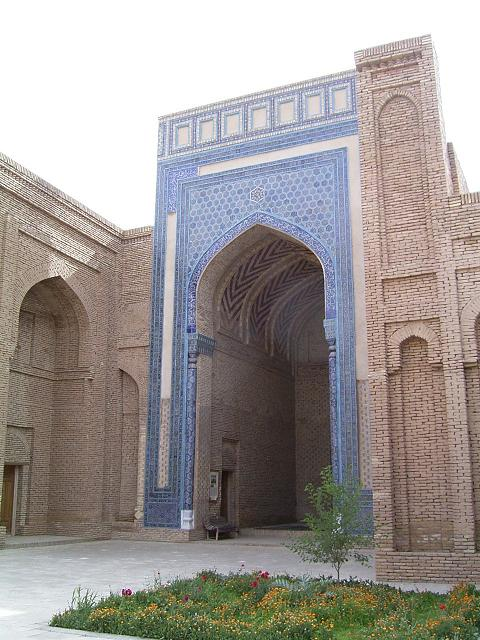
Ансамбль мавзолеев Султан Саадат

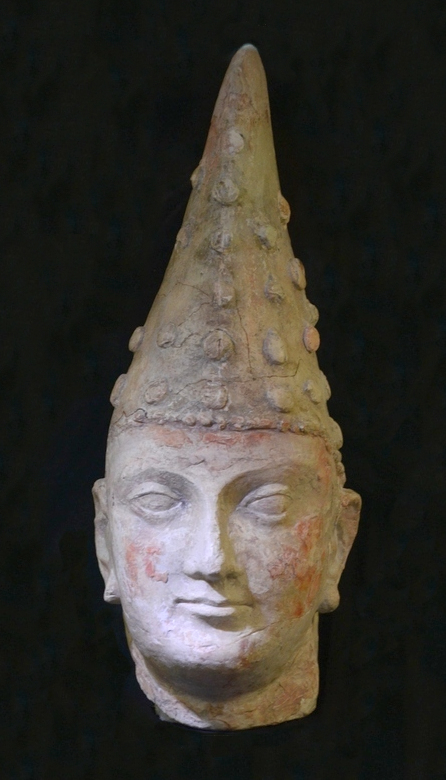
Кушанский принц, Дальверзин-тепе, I в. н. э., Узбекистан, Музей истории народов Узбекистана

Дата основания города Старого Термеза, расположенного в нескольких километрах восточнее современного города, неизвестна. В апреле 2002 года было проведено празднование 2500-летия города Термеза.
Историческое ядро Термеза — прямоугольная цитадель, построенная у самой реки Сурхандарьи, длинной стороной (около 470 метров) вытянутая вдоль берега.
Термез — один из древнейших городов Центральной Азии. В VI веке до н. э. вошёл в состав государства Ахеменидов (уже в то время он описывается как древний город). Он является одним из древнейших городов, внёсшим значительный вклад в развитии Великого Шёлкового пути, который в своё время являлся основным перекрёстком мировой цивилизации.
В 329 году до н. э. его завоевал Александр Македонский. Позже основатель Греко-бактрийского царства Деметрий назвал город Деметрис.
В составе Кушанского царства (с I по III века) город назывался Ταρμιδδιγο (в китайских источниках — Ту-ми, Тами. В этот период вокруг термезской цитадели возник город-шахристан общей площадью 70 гектаров. Вероятно, тогда же Термез с его окрестностями был защищён «большой стеной», опоясавшей территорию около 450 гектаров. Кушанский Термез был крупным центром буддизма в Тохаристане.
В V в. — первой половине VI века Термез находился под властью эфталитов в составе историко-географической области Тохаристан. В период правления западно-тюркского кагана Тон ябгу (618—630 гг.) Термез вошёл в состав государства тюрок, а верховным ябгу-наместником в Тохаристане был назначен сын кагана Тарду шад. Однако Тохаристан не был объединён в одно целое, а остался раздробленным на 27 мелких владений, правители которых подчинялись тюркскому йабгу. Тарду шад основал династию тохаристанских джабгу, царствовавших вплоть до арабского нашествия.
В конце VII века Термез был захвачен мятежным арабским полководцем Мусой ибн Абдаллахом, который правил здесь, не подчиняясь наместнику арабского халифа, 15 лет. Вероятно, в это время возник обширный рабад Термеза, примкнувший к шахристану, о котором пишут арабские источники X века. Он тоже был защищён стенами. Севернее городских стен образовался пригород «сурадикат», где было мало зданий, но стояли шатры номадов. В 705 году город был захвачен Арабским халифатом.

### Термез в IX—XV веках
В IX—X веках Термез — крупный город, торговый, ремесленный, научный и культурный центр. В это время длина оборонительных сооружений города составляла 10 км, имелись 9 ворот.
После арабов город был завоёван Саманидами. На протяжении ста лет, в течение XI—XII веков Термез попадал в руки поочерёдно Газневидов, Караханидов, Сельджукидов и в 1206 году — Хорезмшахов.
В западной части термезского шахристана, которая почему-то в XI веке запустела, сложился культовый комплекс над могилой аль-Хакима ат-Тирмизи. Другое почитаемое место возникло на севере шахристана, у городской стены. Здесь на общей платформе, рядом с доисламским зданием типа то ли замка-«кёшка», то ли казармой была построена мечеть, известная как Чор Сутун, а рядом с ней минарет, один из старейших в Средней Азии.
В 1220 году после десятидневной осады город был разгромлен и разграблен, а население поголовно истреблено войсками Чингизхана. Живым, по прихоти судьбы или захватчиков, остался лишь юго-восточный пригород, где в XIV веке возник по существу новый город.
Поблизости от Термеза, в селе Буё, происходила первая встреча Амира Темура с известным шейхом Сайидом Барака, который в предзнаменование будущих побед подарил ему знамя и барабан. Термез имел важное политическое значение во второй половине XIV века, и Амир Темур пользовался весьма значительным авторитетом в этих областях.
В период правления Амира Темура и его потомков Термез как одна из главных переправ через Амударью на международной торговой трассе входил в число наиболее известных городов Мавераннахра. Здесь пересекались пути караванов, проходящих из Китая на запад в южном направлении, а также из Индии в Мавераннахр. Термез занимал особенно важное место в торгово-посольских связях государства Темуридов с Китаем в первой четверти XV века. Торговые караваны и послы из западных стран, следовавшие в Мавераннахр в период правления Амира Темура, также обычно шли через Термез. Например, путь посольства короля Кастилии и Леона в Самарканд, ко двору Амира Темура, во главе с Руи Гонсалесом де Клавихо пролегал именно через Термез. Клавихо в своём дневнике оставил подробное описание своего пребывания в этом городе. Он дал лучшее описание этого нового города: «Войдя в город, мы так долго шли через площади и людные улицы, что пришли домой уставшие и разгневанные».
В рассматриваемый период Термез был также одним из крупных культурных центров Мавераннахра. Историк Хафизи Абру включал его в число четырёх городов края: Бухара, Самарканд, Термез, Ходжент.
В годы правления Шахруха Термез находился в подчинении Улугбека. Именно через Термез пролегал путь Улугбека при неоднократном посещении им Герата и возвращении обратно, то есть он переправлялся через Джейхун (Амударья) у Термеза. В 1449 году Улугбек при выступлении на Балх против своего мятежного сына Абдуллатифа сосредоточил свои войска также в районе Термеза.
Термез после смерти султана Абу-Сеида вошёл в удел его сына Султан Махмуда. Здесь правил от имени султана саййид Хусайн Акбар, который по словам Бабура, был родственником Султан Махмуда. Известно также, что одна из жён Султана Махмуда была дочерью Мир Бузурга Термизи, одного из влиятельных лиц Термеза. Султан имел большой авторитет в городе.

### Термез в эпоху узбекских династий Шейбанидов, Аштарханидов и мангытов
В 1506 году Термез стал частью государства Шейбанидов. Для управления «городом мужей» Термезом Шейбани-хан назначил Саййид Мухаммад-султана, потомка Бубай-султана.
В 1530-х годах Термез был включён в состав Балхского удела Шибанидов. В пору властвования в Балхе Кистин Кара-султана (1527—1536) правителем Термеза был Турсун Мухаммед-султан, сын Мехди-султана, ставший затем союзником Хумаюна.
В 1571 году шибанид Абдулла-хан II объявил призыв войска для похода на Термез. Правителем города в то время был шибанид Падишах-Мухаммад-султан, брат Дин Мухаммад-султана. На предложение Абдулла-хана II сдать город он ответил отказом. Тогда город подвергся осаде и был взят. В май — июне 1572 года Абдулла-хан II назначил правителем Термеза своего двоюродного брата Махмуд-султана, сына Сулайман-султана.
Позже Абдулла-хан II посетил в Термезе могилы саййидов, могилу полюса святых ходжи Мухаммада-Али Термези, шейха Абу Бакра Варрака и других великих шейхов
При Аштарханидах в Термезе внешние укрепления уже не существовали, тем не менее город оставался центром области.
В XVII веке Термез оставался центром культуры. Выходцем из Термеза был историк Ходжа Самандар Термези.

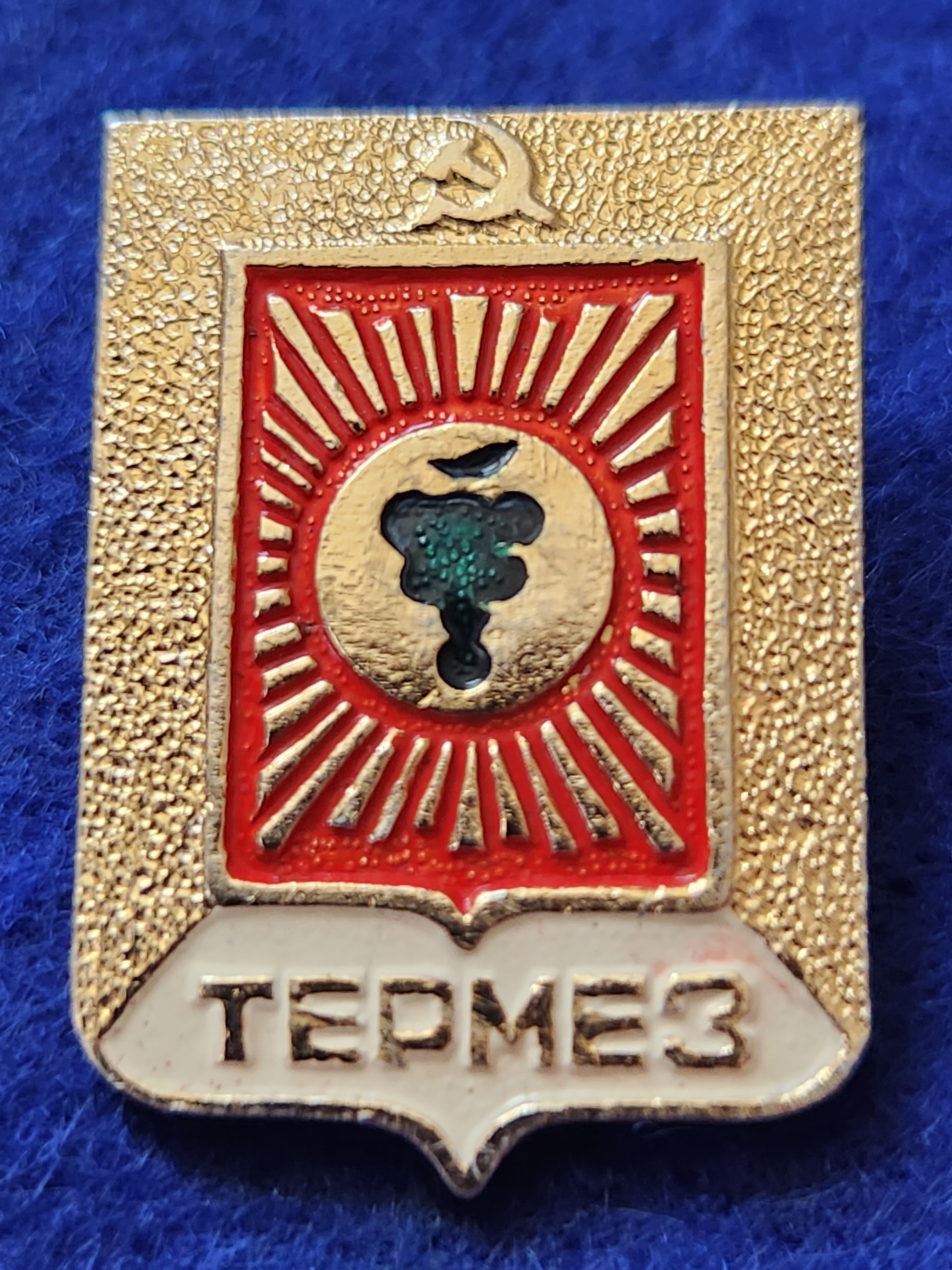
Термез значок герб советского периода

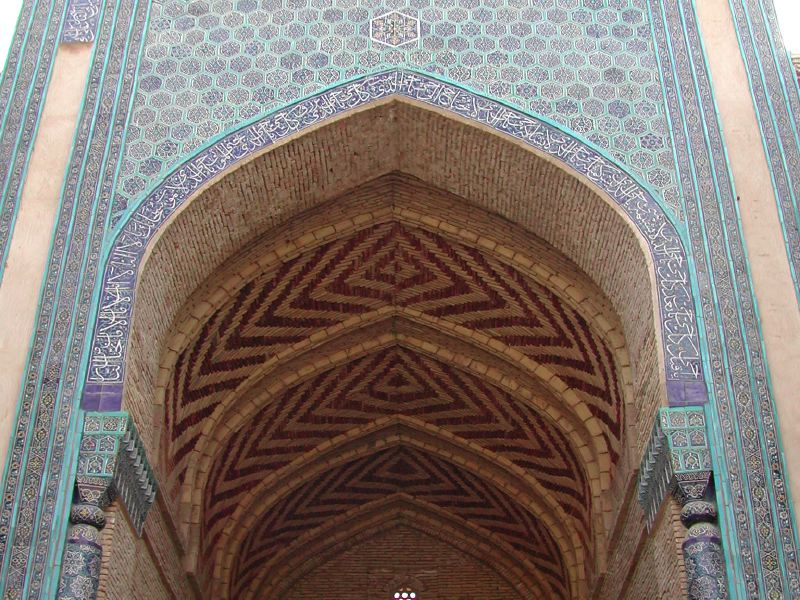
Ансамбль мавзолеев Султан Саадат

Ко второй половине XVIII века он пришёл в запустение, в окрестностях древнего города населёнными остались только кишлаки Салават и Паттакесар (Паттагиссар).

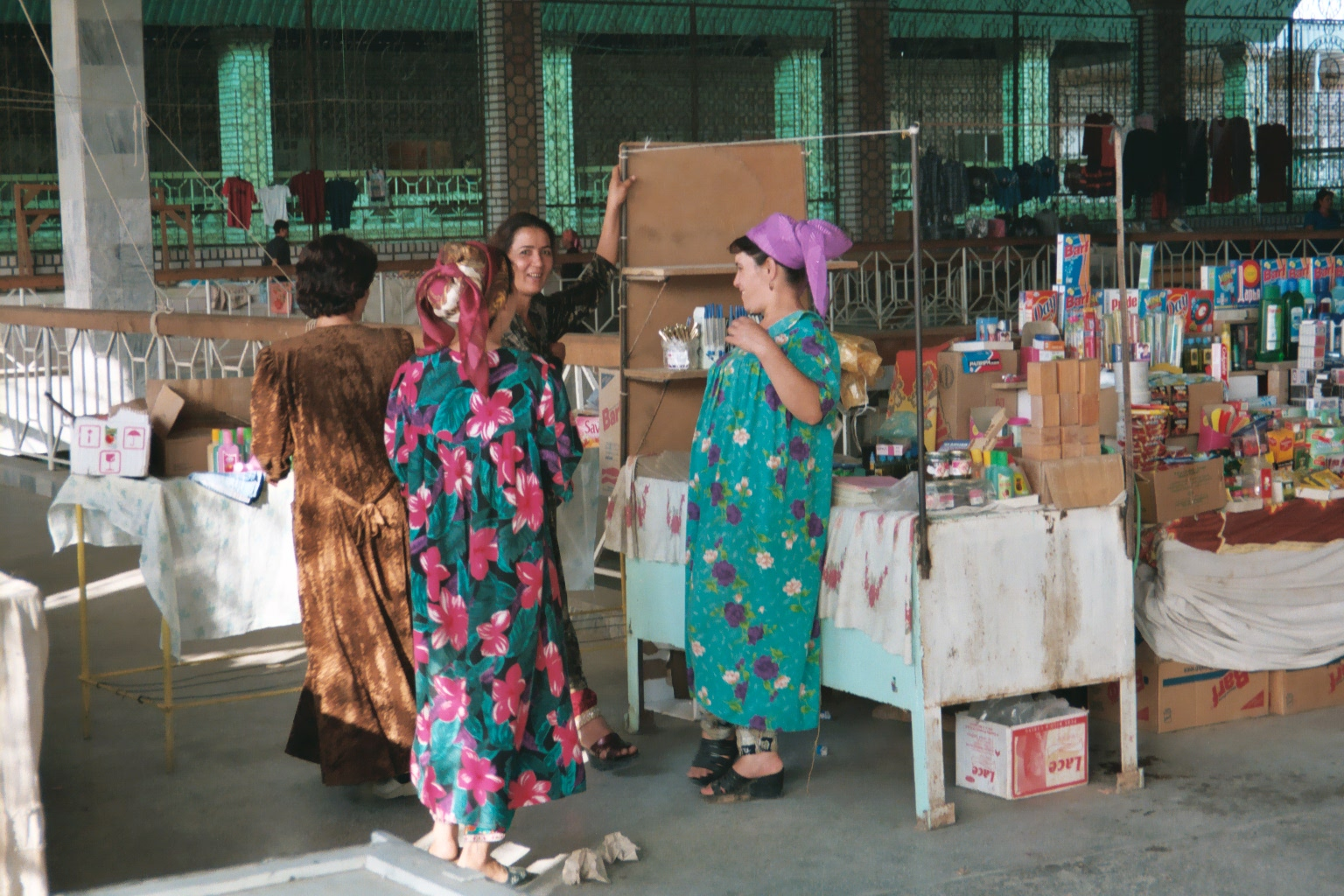
Торговцы на Термезском базаре

В январе 1893 года земли у кишлака Паттагиссар были переданы Бухарским эмиратом российскому правительству для строительства на этом месте пограничного военного укрепления. Были построены крепость, военный городок и речной порт на Амударье.

### Термез в советский период
В 1928 году (уже в составе СССР) Паттагиссар получил древнее название Термез. В 1929 году селение получило статус города, став до 1967 года самым южным городом страны. В 1980 году, в городе была расквартирована 4-я гвардейская Сталинградская Краснознамённая, орденов Суворова и Кутузова мотострелковая дивизия, прибывшая из города Ворошиловград УССР, а в 1989 году с горбачёвскими сокращениями гвардейское соединение было расформировано. 
Во время советской войны в Афганистане Термез являлся важной военной базой. Был построен военный аэродром, автомобильно-железнодорожный мост через Амударью («Мост Дружбы»).

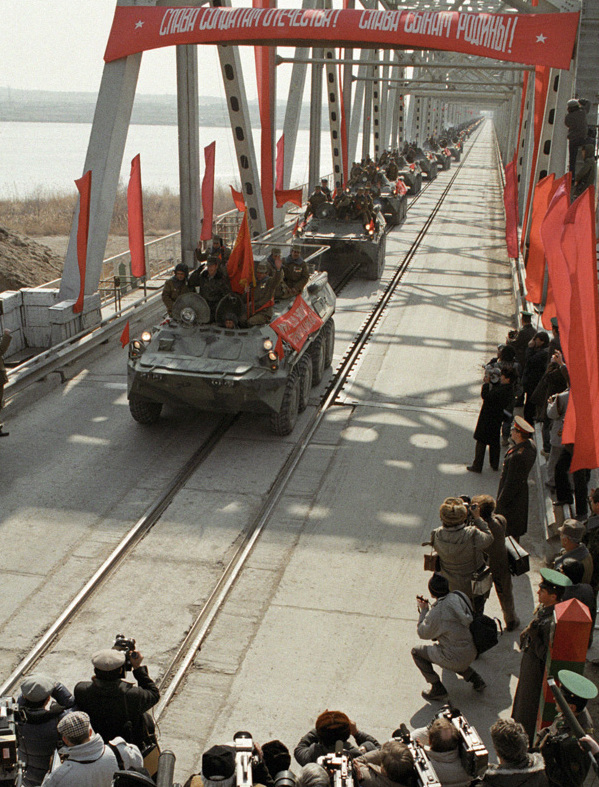
Последняя колонна советских БТР покидает Афганистан в 1989 году

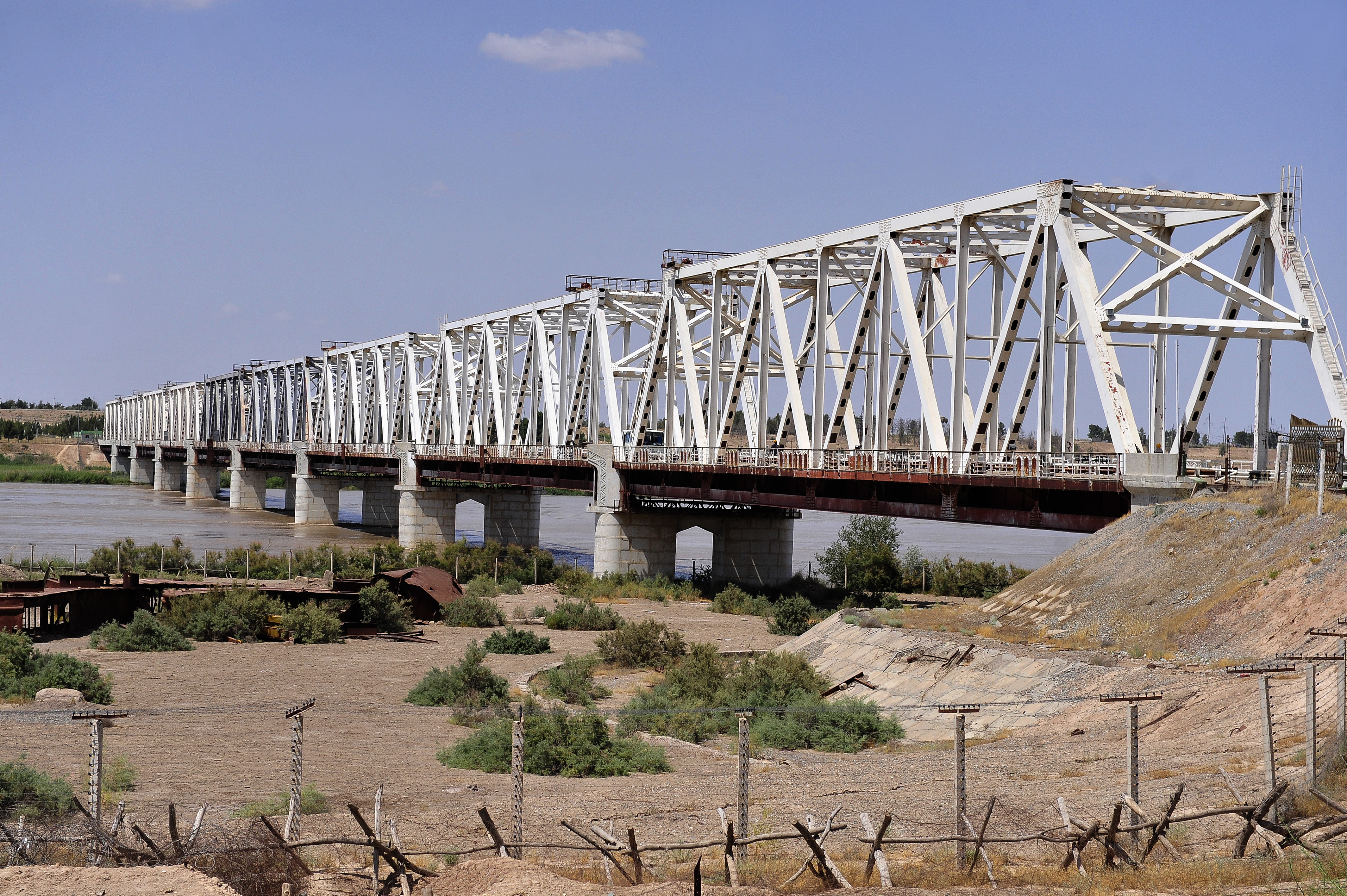
Мост Дружбы

За годы советской власти были построены промышленные предприятия, открыты педагогический институт и театр. На базе педагогического института в 1992 году создан Термезский государственный университет.

### Термез в годы независимости Узбекистана
В июле 2009 года принято решение о создании «регионального железнодорожного узла Термез», который станет одним из основных пунктов в планируемом НАТО транзите небоевых грузов в Афганистан.
Транзит будет осуществляться через территории России, Казахстана и Узбекистана (в обход Туркмении) через проложенную в 2009 году магистраль Ташгузар-Байсун-Кумкурган.

## Герб
В центре герба города изображена виноградная гроздь, которая размещена в круге. От круга во все стороны отходят солнечные лучи красного цвета на жёлтом фоне. Лучи обрамлены в геральдический щит. Выше щита в советские годы располагались серп и молот. Сейчас их там нет. Под щитом на светло-белом фоне видно название города. И всё это ещё раз окаймляется геральдическим щитом.

## Физико-географическая характеристика

### География
Термез является самым южным городом Узбекистана. Расположен на правом берегу реки Амударья, по которой проходит граница Узбекистана с Афганистаном при впадении в неё реки Сурхандарья.
В городе на реке Амударья находится крупнейший речной порт страны, в котором базируется Амударьинская речная флотилия Узбекистана.
Расстояние до афганского Мазари-Шарифа — примерно 80 км по автомобильному или по железнодорожному пути, до Кабула — более 425 км.
Расстояние по автомобильному или по железнодорожному пути: до Душанбе (на северо-востоке) — более 235 км, до Карши (на северо-западе) — примерно 250 км, до Самарканда (на севере) — примерно 330 км, до Бухары (на северо-западе) — примерно 430 км, до Ташкента (на северо-востоке) — около 650 км.

### Климат
Климат Термеза — жаркий пустынный с мягкой, но для такой широты относительно холодной зимой (с тёплыми днями и прохладными ночами, иногда возможны довольно серьёзные похолодания или снегопады) и исключительно жарким летом.
Подавляющее количество осадков выпадает в период с ноября по апрель, летом дожди чрезвычайно редки. Среднегодовая влажность воздуха — 55 %. Среднегодовая скорость ветра — 2,9 м/с.
Среднегодовая температура — +17,5 °C.
4 февраля 2014 года зафиксирован абсолютный минимум температуры в городе за всю историю наблюдений — −21,7 °C.
| Показатель                    | Янв.  | Фев.  | Март | Апр. | Май  | Июнь | Июль | Авг. | Сен. | Окт. | Нояб. | Дек.  | Год   |
| ----------------------------- | ----- | ----- | ---- | ---- | ---- | ---- | ---- | ---- | ---- | ---- | ----- | ----- | ----- |
| Абсолютный максимум, °C       | 23,9  | 30,1  | 37,3 | 39,1 | 43,6 | 47,0 | 47,0 | 46,3 | 41,5 | 37,5 | 33,5  | 26,7  | 47,0  |
| Средний суточный максимум, °C | 10,4  | 13,3  | 18,9 | 26,6 | 32,8 | 38,0 | 39,7 | 38,0 | 32,8 | 25,8 | 18,8  | 12,1  | 25,6  |
| Средняя температура, °C       | 4,2   | 6,7   | 12,1 | 18,9 | 24,6 | 29,1 | 30,5 | 28,4 | 22,8 | 16,5 | 10,8  | 5,6   | 17,5  |
| Средний суточный минимум, °C  | −0,3  | 1,7   | 6,5  | 12,0 | 16,5 | 19,9 | 21,4 | 19,2 | 13,9 | 8,6  | 4,7   | 1,0   | 10,4  |
| Абсолютный минимум, °C        | −23,9 | −21,7 | −7,9 | −2   | −0,1 | 11,4 | 12,9 | 9,3  | 4,6  | −4,2 | −11   | −18,4 | −21,7 |
| Норма осадков, мм             | 24    | 24    | 37   | 23   | 9    | 2    | 0    | 0    | 1    | 3    | 11    | 21    | 155   |
| Источник: Погода и климат     |       |       |      |      |      |      |      |      |      |      |       |       |       |

| Максимальная и минимальная среднемесячная температура | Максимальная и минимальная среднемесячная температура | Максимальная и минимальная среднемесячная температура | Максимальная и минимальная среднемесячная температура | Максимальная и минимальная среднемесячная температура | Максимальная и минимальная среднемесячная температура | Максимальная и минимальная среднемесячная температура | Максимальная и минимальная среднемесячная температура | Максимальная и минимальная среднемесячная температура | Максимальная и минимальная среднемесячная температура | Максимальная и минимальная среднемесячная температура | Максимальная и минимальная среднемесячная температура | Максимальная и минимальная среднемесячная температура |
| Месяц                                                 | Янв                                                   | Фев                                                   | Мар                                                   | Апр                                                   | Май                                                   | Июн                                                   | Июл                                                   | Авг                                                   | Сен                                                   | Окт                                                   | Ноя                                                   | Дек                                                   |
| Самый тёплый, °C                                      | 8,2 (1914)                                            | 10,9 (1999)                                           | 17,5 (2008)                                           | 22,4 (2000)                                           | 30,0 (2008)                                           | 33,9 (2008)                                           | 34,3 (2008)                                           | 31,1 (1916)                                           | 25,7 (1915)                                           | 20,3 (2006)                                           | 14,6 (1994)                                           | 8,7 (1969)                                            |
| Самый холодный, °C                                    | −5,8 (2008)                                           | −5,0 (1972)                                           | 5,2 (1903)                                            | 14,8 (1939)                                           | 20,3 (1934)                                           | 26,4 (1916)                                           | 27,2 (1972)                                           | 24,7 (1972)                                           | 20,0 (1962)                                           | 11,7 (1964)                                           | 4,4 (1958)                                            | −2,8 (1932)                                           |
| ----------------------------------------------------- | ----------------------------------------------------- | ----------------------------------------------------- | ----------------------------------------------------- | ----------------------------------------------------- | ----------------------------------------------------- | ----------------------------------------------------- | ----------------------------------------------------- | ----------------------------------------------------- | ----------------------------------------------------- | ----------------------------------------------------- | ----------------------------------------------------- | ----------------------------------------------------- |

## Население
По состоянию на 1 января 2019 года, численность населения города составляет более 140 000 человек (15-й в стране). Численность населения по состоянию на 1 января 2014 года — 136 200 жителей.
Основную долю населения составляют узбеки, также в городе проживают таджики, русские, украинцы, татары, туркмены и другие национальности. Имеется небольшая афганская диаспора.
В религиозном плане большинство составляют мусульмане-сунниты, также присутствуют христиане (в основном — православные), шииты, бахаи и другие.

## Транспорт
В городе функционирует общественный транспорт, представленный автобусами и маршрутными такси. Также работают государственные и частные службы такси. В юго-восточной части города находится Термезский речной порт.
В городе есть международный аэропорт «Термез», который имеет регулярное авиасообщение с Ташкентом, с некоторыми другими крупными городами Узбекистана, а также с некоторыми российскими городами, включая Москву и Санкт-Петербург.
Термез является главными южными воротами Узбекистана. В 12 км к востоку от Термеза, по реке Амударья проходит пешеходный, автомобильный и железнодорожный трансграничный мост Хайрато́н (также известный как мост Дру́жбы), который является единственными пограничным контрольно-пропускным пунктом между Узбекистаном и Афганистаном. Ежедневно через мост в обе стороны проходят люди, автомобили, фуры и грузовые поезда.
Город является одним из главных железнодорожных узлов южного Узбекистана. Именно из Термеза начинается международная грузовая железнодорожная дорога, ведущая к афганскому городу Мазари-Шариф.
Фактически железная дорога идёт до международного аэропорта «Мазари-Шариф» в 8 км к западу от самого города. Расстояние между Термезом и Мазари-Шарифом — примерно 80 км по автомобильному или железнодорожному пути.

## Хокимы
1. Пулат Джумаевич Ташпулатов
2. Исраил Худойбердиев (2019-2022)[14].
3. Уктам Исмоилович Тураев (с 2022)

## Термезский зоопарк
Термезский зоопарк был создан в 1934 году на базе отдела природы областного краеведческого музея. Для этого учреждению была выделена заповедная территория площадью 20 гектаров. В зоопарке насчитывается 382 экзотических и редких животных, птиц, представляющих более 141 видов. Больше трети из них занесены в "Красную книгу".

## Культура
Международный фестиваль искусства «Бахши» прошёл с 5 по 10 апреля 2019 года. Он будет проходить раз в два года. На первом фестивале был представлен сборник каракалпакского фольклора, состоящий из 100 томов.

## Спорт
В Термезе развиты как игровые виды спорта, так и спортивные единоборства. В городе есть футбольный клуб «Сурхан», который играл ещё в союзном чемпионате (основан в 1968 году).
Здесь часто проводятся различные соревнования. В конце мая 2022 года в Термезе сейчас проходил чемпионат Узбекистана по курашу среди юниоров 2007-2008 годов рождения.

## Достопримечательности
| Фото | Название                                         | Описание |
| ---- | ------------------------------------------------ | --- |
|      | Термезский государственный археологический музей | Один из крупнейших археологических музеев Узбекистана. Имеет богатую коллекцию экспонатов, которые относятся к древней истории Трансоксании, Согдианы, Бактрии, Парфии, древнего Ирана, зороастризму, несторианству и буддизму, а также исламу.           |
|      | Мавзолей Аль-Хакима ат-Термези                   | Здесь похоронен известный в прошлом суфийский богослов Аль-Хаким ат-Термези, которые считается одним из самых известных представителей суфизма и ханафизма. Умер в 910 году. Мавзолей построен в IX—XV веках.                                             |
|      | Ансамбль мавзолеев Султан-Саадат                 | Ансамбль включает около 20 мавзолеев. Здесь похоронены несколько сеидов — то есть потомков пророка Мухаммеда, которые распространяли ислам в Средней Азии. Ансамбль начал возникать с VII века. Основная часть зданий ансамбля построены в XV—XVII веках. |
|      | Руины крепости Кырк-Кыз                          | Построен в IX веке зороастрийцами. Был разрушен спустя несколько десятилетий арабами во время насаждения ислама среди населения Средней Азии. |
|      | Русская крепость                                 | Построена в конце XIX века. Снесена в 2015 году. |

- Городище Старый Термез.
- Кара-тепе — буддийский монастырь I—IV веков н. э.

Также в Термезе имеются памятник герою народных эпосов Алпамышу, археологический музей и храм Александра Невского.
В 20 км западнее города, ниже по течению Амударьи, расположен заповедник Арал-Пайгамбар — остров с тугайными лесами.
В посёлке Шерабад (60 км к северу от Термеза) расположен мазар мусульманского богослова IX века, составителя хадиса Абу Исы ат-Тирмизи.
Мемориальный комплекс Термизи, Мавзолей Хакима Термизи, является историческим памятником в Термезе (IX-XV века). Мавзолей Аль-Хакима ат-Термизи, считается святым для мусульман, расположен в старинной части Термеза. Здесь находится могила Абу Абдуллаха Мухаммада Хакима Термизи, выдающегося исламского ученого, автора различных философских и религиозных произведений и основателя группы дервишей. Комплекс связан с именем Абу Абдуллаха Мухаммада Хакима Термизи (примерно 750-760 Термез - 869).

## Археологические находки
10 мая 2022 года в Термезе местный житель Улкан Эралиев обнаружил в своём огороде редкий золотой динар эпохи Сельджукидов.

## Дипломатические миссии
В Термезе с октября 2018 года функционирует генеральное консульство Афганистана.

## Города-побратимы
- Билясувар, Азербайджан
- Шахинбей[26], Турция

## Известные уроженцы
- Ровнин, Лев Иванович (1928-2014) — советский геолог-нефтяник и государственный деятель, Герой Социалистического Труда (1968), лауреат Ленинской премии[27].
- Халилов, Валерий Михайлович (1952-2016) — российский дирижёр, композитор. Генерал-лейтенант (2010). Народный артист Российской Федерации (2014)[28].
- Белый, Вячеслав Владимирович (1945-2020) — советский и российский физик, доктор физико-математических наук, лауреат Государственной премии РСФСР (1991).

## Термез в массовой культуре

### В бонистике
На купюре в 50000 сум изображён Мавзолей Аль-Хакима ат-Термези, находящийся в Термезе.

### В кино
В городе снимали часть фильма «За всё заплачено».
Также в Термезе снимали отдельные сцены фильма «Афганский излом».
В 1964 году здесь проходили съёмки фильма «Мирное время».

### В литературе
Про Термез написано много стихов. Это стихи Эдуарда Чернухина (Сборник «Родной Термез — до слёз, до боли…»: акростихи о Термезе: «Эх, Термез-Термез…», «В сердце моём — Термез», Тергоспединститут); Аллы Есиковой (песня о Термезе).
В 1976 году издательством «Искусство» была издана книга-путеводитель Пугаченковой Галины Анатольевны «Термез. Шахрисябз. Хива» (серия «Города и музеи мира»).

### В музыке
Песня «Термез — Иолотань — Афган».

### В сигиллатии
- 2 февраля 1965 года почтой СССР был выпущен художественный маркированный конверт «Термез. Городской узел связи»[31].
- 27 января 1984 года почтой СССР был выпущен художественный маркированный конверт «Термез. Памятник архитектуры XI-XII вв. Мазар Хаким-аль Термези»[32].

### В филателии
20 июня 2001 года в Узбекистане выпущена почтовая марка к 2500-летию Термеза. 

### В филокартии
В 1913 году в Российской империи была выпущена серия открыток, посвящённая Бухарскому ханству. Из них несколько с видами Термеза: 
- под № 1 — «Термез. развалины древней крепости»;
- под № 3 — «Термез. Вход в мазар могилы Абу Абдуллаха Мухаммада Тирмизи»[34];
- под № 5 — «Термез. Башня Ходжа-Фарух»;
- под № 6 — «Термез. Развалины у разрушенной мечети Афган-мазар»;
- под № 7 — «Термез. Развалины крепости Кирк-Киз (Сорок дев)»[35];
- под № 8 — «Термез. Мечеть Ходжа Аслар»[36];
- под № 10 — «Термез. Мечеть Султан Саадат»[37];
- под № 11 — «Термез. Мечеть Султан-Саадат»;
- под № 15 — «Термез. Внутренний двор мечети Султан-Саадат»;
- под № 17 — «Термез. Мечеть Пайгамбор на острове с тем же названием»[38];
- под № 22 — «Термез. Базар Патга Кисара»;
- под № 23 — «Термез. Базар Патга Кисара»;
- под № 23 — «Термез. Базар Патга Кисара»[39].

В 1979 году в Ташкенте издательством Гафура Гуляма тиражом 100 тыс. штук выпущен набор из 14 открыток, посвящённых Шахрисабзу и Термезу.

## Награды
- Орден Амира Темура[41] (29 ноября 2014 года).